# Jekaterina Illarionowna Kalintschuk
Jekaterina Illarionowna Kalintschuk (russisch Екатерина Илларионовна Калинчук; * 2. Dezember 1922 in Schitowo nahe Sowetsk, Gouvernement Tula; † 13. Juli 1997 in Moskau) war eine sowjetische Turnerin. Sie nahm an den Olympischen Sommerspielen 1952 in der finnischen Hauptstadt Helsinki teil. Dort errang sie neben zwei Goldmedaillen im Sprung sowie im Mannschaftsmehrkampf auch eine Silbermedaille in der Gruppen-Gymnastik.